# 呉軒毅
呉 軒毅（ご けんき、ウー・シャンイー、英語: Wu Hsuan-yi、2002年3月24日 - ）は、台湾の男子バドミントン選手。

## 経歴
2022年からは1歳年上の江建葦とペアを組む。
2024年のタイ・オープンでは、2回戦で第5シードのモハマド・アッサン / ヘンドラ・セティアワンを破ってベスト8入りを果たした。